# Seznam zápasů nizozemské fotbalové reprezentace na Mistrovství Evropy
Nizozemská fotbalová reprezentace byla celkem 11x na mistrovstvích Evropy ve fotbale a to v letech 1976, 1980, 1988, 1992, 1996, 2000, 2004, 2008, 2012, 2021, 2024.
- Aktualizace po ME 2024 – Počet utkání – 45 – Vítězství – 24x – Remízy – 5x – Prohry – 16x

| Číslo | Soupeř            | Výsledek             | MS      | Fáze turnaje       | Góly Nizozemska                                                                                       |
| ----- | ----------------- | -------------------- | ------- | ------------------ | --- |
| 1.    | Československo    | 1 – 3 (PP)           | ME 1976 | semifinále         | Anton Ondruš (vlastní TCH)                                                                            |
| 2.    | Jugoslávie        | 3 – 2 (PP)           | ME 1976 | o 3. místo         | 2x Ruud Geels, Willy van de Kerkhof                                                                   |
| 3.    | Řecko             | 1 – 0                | ME 1980 | základní skupina A | Kees Kist                                                                                             |
| 4.    | SRN               | 2 – 3                | ME 1980 | základní skupina A | Johnny Rep (penalta), Willy van de Kerkhof                                                            |
| 5.    | Československo    | 1 – 1                | ME 1980 | základní skupina A | Kees Kist                                                                                             |
| 6.    | Sovětský svaz     | 0 – 1                | ME 1988 | základní skupina B | Ne |
| 7.    | Anglie            | 3 – 1                | ME 1988 | základní skupina B | 3x Marco van Basten                                                                                   |
| 8.    | Irsko             | 1 – 0                | ME 1988 | základní skupina B | Wim Kieft                                                                                             |
| 9.    | Švýcarsko         | 2 – 1                | ME 1988 | semifinále         | Ronald Koeman (penalta), Marco van Basten                                                             |
| 10.   | Sovětský svaz     | 2 – 0                | ME 1988 | finále             | Ruud Gullit, Marco van Basten                                                                         |
| 11.   | Skotsko           | 1 – 0                | ME 1992 | základní skupina B | Dennis Bergkamp                                                                                       |
| 12.   | Sovětský svaz     | 0 – 0                | ME 1992 | základní skupina B | Ne |
| 13.   | Německo           | 3 – 1                | ME 1992 | základní skupina B | Frank Rijkaard, Rob Witschge, Dennis Bergkamp                                                         |
| 14.   | Dánsko            | 2 – 2 (PP) (pen.4-5) | ME 1992 | semifinále         | Dennis Bergkamp, Frank Rijkaard penalty: Ronald Koeman, Dennis Bergkamp, Frank Rijkaard, Rob Witschge |
| 15.   | Skotsko           | 0 – 0                | ME 1996 | základní skupina A | Ne |
| 16.   | Švýcarsko         | 2 – 0                | ME 1996 | základní skupina A | Jordi Cruyff, Dennis Bergkamp                                                                         |
| 17.   | Anglie            | 1 – 4                | ME 1996 | základní skupina A | Patrick Kluivert                                                                                      |
| 18.   | Francie           | 0 – 0 (PP) (pen.4-5) | ME 1996 | čtvrtfinále        | penalty: Johan De Kock, Ronald de Boer, Patrick Kluivert, Danny Blind                                 |
| 19.   | Česko             | 1 – 0                | ME 2000 | základní skupina D | Frank de Boer                                                                                         |
| 20.   | Dánsko            | 3 – 0                | ME 2000 | základní skupina D | Patrick Kluivert, Ronald de Boer, Boudewijn Zenden                                                    |
| 21.   | Francie           | 3 – 2                | ME 2000 | základní skupina D | Patrick Kluivert, Frank de Boer, Boudewijn Zenden                                                     |
| 22.   | Jugoslávie        | 6 – 1                | ME 2000 | čtvrtfinále        | 3x Patrick Kluivert, 2x Marc Overmars, Dejan Govedarica (vlastní YUG)                                 |
| 23.   | Itálie            | 0 – 0 (PP) (pen.1-3) | ME 2000 | semifinále         | penalty: Patrick Kluivert                                                                             |
| 24.   | Německo           | 1 – 1                | ME 2004 | základní skupina D | Ruud van Nistelrooy                                                                                   |
| 25.   | Česko             | 2 – 3                | ME 2004 | základní skupina D | Wilfred Bouma, Ruud van Nistelrooy                                                                    |
| 26.   | Lotyšsko          | 3 – 0                | ME 2004 | základní skupina D | Ruud van Nistelrooy (1 + 1 penalta), Roy Makaay                                                       |
| 27.   | Švédsko           | 0 – 0 (PP) (pen.5-4) | ME 2004 | základní skupina B | penalty: Ruud van Nistelrooy, Johnny Heitinga, Michael Reiziger, Roy Makaay, Arjen Robben             |
| 28.   | Portugalsko       | 1 – 2                | ME 2004 | semifinále         | Jorge Andrade (vlastní POR)                                                                           |
| 29.   | Itálie            | 3 – 0                | ME 2008 | základní skupina C | Ruud van Nistelrooy, Wesley Sneijder, Giovanni van Bronckhorst                                        |
| 30.   | Francie           | 4 – 1                | ME 2008 | základní skupina C | Dirk Kuijt, Robin van Persie, Arjen Robben, Wesley Sneijder                                           |
| 31.   | Rumunsko          | 2 – 0                | ME 2008 | základní skupina C | Klaas-Jan Huntelaar, Robin van Persie                                                                 |
| 32.   | Rusko             | 1 – 3 (PP)           | ME 2008 | čtvrtfinále        | Ruud van Nistelrooy                                                                                   |
| 33.   | Dánsko            | 0 – 1                | ME 2012 | základní skupina B | Ne |
| 34.   | Německo           | 1 – 2                | ME 2012 | základní skupina B | Robin van Persie                                                                                      |
| 35.   | Portugalsko       | 1 – 2                | ME 2012 | základní skupina B | Rafael van der Vaart                                                                                  |
| 36.   | Ukrajina          | 3 – 2                | ME 2021 | základní skupina C | Georginio Wijnaldum, Wout Weghorst, Denzel Dumfries                                                   |
| 37.   | Rakousko          | 2 – 0                | ME 2021 | základní skupina C | Memphis Depay, Denzel Dumfries                                                                        |
| 38.   | Severní Makedonie | 3 – 0                | ME 2021 | základní skupina C | Memphis Depay, 2x Georginio Wijnaldum                                                                 |
| 39.   | Česko             | 0 – 2                | ME 2021 | osmifinále         | Ne |
| 40.   | Polsko            | 2 – 1                | ME 2024 | základní skupina D | Cody Gakpo, Wout Weghorst                                                                             |
| 41.   | Francie           | 0 – 0                | ME 2024 | základní skupina D | Ne |
| 42.   | Rakousko          | 2 – 3                | ME 2024 | základní skupina D | Cody Gakpo, Memphis Depay                                                                             |
| 43.   | Rumunsko          | 3 – 0                | ME 2024 | osmifinále         | Cody Gakpo, 2x Donyell Malen                                                                          |
| 44.   | Turecko           | 2 – 1                | ME 2024 | čtvrtfinále        | Stefan de Vrij, Mert Müldür (vlastní branka TUR)                                                      |
| 45.   | Anglie            | 1 – 2                | ME 2024 | semifinále         | Xavi Simons                                                                                           |